# Aileen Riggin
Aileen Muriel Riggin, po mężu Soule (ur. 2 maja 1906 w Newport, zm. 19 października 2002 w Honolulu) – amerykańska skoczkini do wody i pływaczka. Trzykrotna medalistka olimpijska.
Jest jedną z najmłodszych i najniższych mistrzyń olimpijskich w historii. W 1920 zwyciężyła w skokach z trzymetrowej trampoliny mając niecałe 14 lat. Cztery lata później w tej konkurencji zajęła drugie miejsce. Po drugi – brązowy – medal sięgnęła w konkurencji pływackiej, wyścigu na sto metrów stylem grzbietowym. Była mistrzynią kraju zarówno w skokach, jak i w pływaniu (sztafety). W 1967 została przyjęta do International Swimming Hall of Fame.